# Nederpruisisch
Nederpruisisch (Duits: Niederpreußisch) is een Oost-Nederduits dialect van het Nederduits (in Duitsland ook wel Platduits). Het werd tot 1945 als dagelijkse omgangstaal gesproken door veel inwoners van Oost-Pruisen, West-Pruisen en de stad Danzig (Gdańsk), naast het op school geleerde Hoogduits.
Het Nederpruisisch ontwikkelde zich in de tweede helft van de 13de en de eerste helft van de 14de eeuw door de komst van immigranten uit het westen die Nederduits dialecten spraken. Zij kwamen vooral uit Nedersaksen, Westfalen, Holstein en het huidige Nederland. Het Oudpruisisch van de oorspronkelijke Pruisische bewoners van de streek werd verdrongen en is in de 17e eeuw uitgestorven. Er bleven nog archaïsche taalvormen over als Baltische substraattaal van het Nederpruisisch.
Na het einde van de Tweede Wereldoorlog werden vrijwel alle sprekers van het Nederpruisisch uit hun streek naar het westen verdreven. Het Nederpruisisch is nu vrijwel uitgestorven.
De Nederpruisische woordenschat is vanaf de 18e eeuw vastgelegd in woordenboeken.

## Nederpruisische woorden
- Alus - bier (uit het Oudpruisisch)
- Boffke - jongen, jonge man
- dätsch - dom
- Dubs - zitvlak
- Flins - pannenkoek
- Gnaschel - klein kind
- jankere - honger hebben /smachten
- Kobbel - merrie
- Kujel - mannetjesvarken
- Lorbas - brutale jongen
- Marjell - meisje
- Pungel - zakje
- schabbere - praten ('sch' als in garage)
- Schucke - aardappel(s)
- verbiestern - zich vergissen
- Witinnen - boten van een archaïsch Baltisch type